# Islândia nos Jogos Olímpicos de Inverno de 1976

A Islândia competiu nos Jogos Olímpicos de Inverno de 1976 em Innsbruck, Áustria.